# MIND GAMES (ZARDの曲)
「MIND GAMES」（マインド・ゲームス）は、ZARDの28作目のシングル。

## 背景
表題曲は、フジテレビ系『プロ野球ニュース』のテーマソングに起用された。オリコンチャート1位獲得曲でありながら、『ZARD BEST 〜Request Memorial〜』以外のベストアルバムやセレクションアルバム等には一切収録されていない。
当初、アルバム『永遠』の発売直後の時期には3月17日発売と、発売当時の「Music Freak Magazine」などで告知されていたが、諸般の事情により、4月7日に変更になった経緯がある。
今作がZARD初のマキシシングルになる予定だったが、リリース延期時に8cmシングルに変更になった。

## 記録
ZARDのシングルとしては最後のオリコンシングルチャート1位獲得作品で、「眠れない夜を抱いて」以降初めて累計20万枚を割り、「IN MY ARMS TONIGHT」以来の初動10万枚を割った。
発売時期がすでにベストアルバムの発売の話題があがっていて、ベストアルバム『ZARD BEST 〜Request Memorial〜』でのリクエストでは14位であった。

## 収録曲
1. MIND GAMES
  - 作詞：坂井泉水 / 作曲：綿貫正顕 / 編曲：綿貫正顕・古井弘人

前作「GOOD DAY」に引き続き、綿貫正顕が作曲を担当した。難解な歌詞で構成されており、ギターの音が前面に押されている。近藤房之助がコーラスに参加。
2. Hypnosis
  - 作詞：坂井泉水 / 作曲：岡本仁志 / 編曲：岡本仁志・古井弘人

ZARDの楽曲では初めて岡本仁志（GARNET CROW）からの提供曲。
キーが低いもの、キーが高いもの、ギターが片方しか聞こえないものといった3つのバージョンがあると言われており、それぞれ異なったアレンジがされている[3]。『ZARD Premium Box 1991-2008 Complete Single Collection』にはキーが高いもの、『ZARD SINGLE COLLECTION 〜20th ANNIVERSARY〜』と2020年に再発されたマキシシングル盤にはキーが低いものが収録されている。
2009年発売の45thシングル「素直に言えなくて」のカップリングに、リアレンジされたバージョンが収録された。
3. MIND GAMES (Redway Secret Mix)
シングルとしては初めてリミックスバージョンが収録された。原曲とほぼ変わりはないが、ドラムの音が前面に出ているバージョン。ドラムの音が乾いているバージョンなど複数のバージョンが存在する。[要出典]
4. MIND GAMES (オリジナルカラオケ)

## 収録アルバム
MIND GAMES
- ZARD BEST 〜Request Memorial〜